# 莱尔贝格
莱尔贝格是德国巴伐利亚州的一个市镇。总面积50.86平方公里，总人口3098人，其中男性1555人，女性1543人（2011年12月31日），人口密度61人/平方公里。